# 瑙吉派泰尔德
瑙吉派泰尔德，是匈牙利巴兰尼亚州所辖的一个村。总面积11.63平方公里，总人口647，人口密度55.6人/平方公里（2011年1月1日）。